# یواس‌اس بنیشیا (۱۸۶۸)
یواس‌اس بنیشیا (۱۸۶۸) (به انگلیسی: USS Benicia (1868)) یک کشتی بود که طول آن ۲۵۰ فوت ۶ اینچ (۷۶٫۳۵ متر) بود. این کشتی در سال ۱۸۶۸ ساخته شد.